# Kazári András
Kazári András (Celldömölk, 1991. augusztus 31. –) magyar színész.

## Életpályája
2011-ben érettségizett a celldömölki Berzsenyi Dániel Gimnáziumban. Közben már aktívan játszott, 2002-ben még gyerekként csatlakozott a Soltis Lajos Színházhoz, melynek egészen az egyetemi felvételiig állandó tagja volt.
2014-ben felvételt nyert a Kaposvári Egyetemre, ahol 2019-ben végzett, Eperjes Károly és Spindler Béla osztályában. Egyetemi gyakorlatát a kaposvári Csiky Gergely Színházban, a szombathelyi Weöres Sándor Színházban, és a budapesti Újszínházban töltötte. Az egyetemi évek után az Újszínház társulatához szerződött.
A kőszínházi szférán kívül rendszeresen látható különböző független és nemzetközi produkciókban.

## Színházi szerepei
2024
A hóhér kötele (Ternyei Boldizsár - r.: Pataki András, Újszínház)
Süsü, a sárkány (Süsü - r.: Háda János, Újszínház)
Elvásik a veres csillag (Zabulik - r.: Kiss József, Újszíház)
A palacsintás király (Lapocka - r.: Háda János, Újszínház)
2023
Bros ( Police 01 – r.: Romeo Castellucci, Színházi Olimpia, Nemzeti Színház)
Talált tárgyak osztálya ( Szikra, az unikornis – r.: Molnár Anna, Faq Társulat)
Komámasszony, hol a stukker? ( Kiss, az intellektuell – r.: Kiss József, Újszínház)
Kiserdei krimi kaland ( Medve Matyi – szerepátvétel – r.: Háda János, Hadart Színház)
Pikáns mesék ( Mesélő, r.: a társulat, Vircsaft Társulat)
Kabaré Parisiana ( Közreműködő, r.: Ullmann Krisztina, Újszínház)
Csoportterápia ( Sziszi, r.: Dobos Judit, Franzol Management, Marosvásárhely)
Kötéltánc ( Haimon – szerepátvétel – r.: Meszlényi Bodnár Zoltán, Nyitott Kör Egyesület)
2022
Tower of Babel ( Tobide – r.: Hilde Brickman, National Kaunas Drama Theatre, Litvánia)
A királyi vadászat ( Ostenburg Gyula – r.: Nagy Viktor, Újszínház)
Vásári komédia ( Parasztember, r.: a társulat, Vircsaft Társulat)
Hamlet for You ( Johannes – r.:Szarka János, Fátyol Kiadó)
Paprika és Rózsa ( Paprika – r.: Czakó Ádám, Dörmögő Dömötör Színház)
Feltámadás Makucskán ( Néma Jankó – r.: Nagy Viktor, Újszínház)
Magam vagyok (Robi – r.: Meszlényi – Bodnár Zoltán, Nyitott Kör Egyesület)
Minden egér szereti a sajtot ( Soma – r.: Háda János, Újszínház)
2021
Czillei és a Hunyadiak ( Hunyadi Mátyás – r.: Csiszár Imre, Újszínház)
Mandragóra ( Ligurio – r.: Kautzky Armand, Artszíntér)
West Side Story (Indio – A-rab – szerepátvétel – r.: Alföldi Róbert, Szegedi Szabadtéri Játékok)
BajPárBaj (Bandi – r.: Császár Réka, színházi nevelés, Nyitott Kör Egyesület)
Szecsuáni jólélek (Vang, férfi – r.: Vadász Krisztina, mozgásszínházi előadás, Y Csoport)
Fatia Negra (Margari – r.: Nagy Viktor, Újszínház)
Felelsz vagy mersz? (Gábor – r.: Bognár Anita, színházi nevelés, Y Csoport)
2020
Szépek és átkozottak (Radman Barnes – szerepátvétel – r.: Vadász Kriszta, Ódry Színpad)
Hamlet (Laertes – r.: Kaj Ádám, Babits Mihály Színház)
Hégel halála (Duncker – r.: Kaj Ádám, felolvasószínház, Babits Mihály Színház)
Institute of Truth (Szabó Csaba – r.: Hevesi László, Kudi Project)
Megszámláltatott fák (Katona – szerepátvétel – r.: Csiszár Imre, Újszínház)
Bizánc (Murzafosz – szerepátvétel – r.: Nagy Viktor, Újszínház)
Az élet kapuja (Leonardo – r.: Nagy Viktor, Újszínház)
Világgá (Szadko – r.: Gyombolai Gábor, színházi nevelés, Y Csoport)
Gumicukor (Zalán – r.: Meszlényi – Bodnár Zoltán, színházi nevelés, Nyitott Kör Egyesület)
Vészhelyzet (Bátyó -r.: Meszlényi – Bodnár Zoltán, színházi nevelés, Nyitott Kör Egyesület)
Kosovo mon Amour (Djordje – r.: Balogh Rodrigó, felolvasószínház, Független Színház)
2019
Standby (Arab – r.: Czakó Máté, mozgásszínházi előadás, Y Csoport)
Ráolvasás (Marci – r.: Kónya Klára, Affér Színház)
Cinóber hadművelet (Fábián – r.: Nagy Péter István, Kőszegi Várszínház-Soltis Lajos Színház-KB35)
Petőfi-játék (Császár Ferenc – r.: Gáspár András, Hybridkult Produkció – Szentendrei Szabadtéri Játékok)
Csíksomlyói Passió ( Sátány, Katona – r.: Nagy Viktor, Újszínház)
2018
Chioggiai csetepaté (Canocchia – r.: Kéri Kitty, Csiky Gergely Színház)
Moha és páfrány (Moha – r.: Góbi Rita, mozgásszínházi előadás, Csiky Gergely Színház)
Az ember,aki rosszkor volt rossz helyen (Titkár – r.: Tóth Géza, felolvasószínház, Csiky Gergely Színház)
Homebank (Ügyintéző – r.: Czukor Balázs, Weöres Sándor Színház)
DNS (Ádám – r.: Matusek Attila, Weöres Sándor Színház)
Álom újratöltve (Szerelmes – r.: Sardar Tagirovsky, Zsámbéki Színházi Bázis)
A vörös bestia (Boy – szerepátvétel – r.: Pozsgai Zsolt, Újszínház)
A királylány bajusza (Prücsök Rücsök – szerepátvétel – r.: Háda János, Újszínház)
2017
Egerek (Soma – r.: Tóth Géza, Csiky Gergely Színház)
Sári bíró (Gügye,Gedi – r.: Nagy Viktor, Újszínház)
Allez (Bohóc – r.: Gulnaz Balpeisova, Y Csoport)
Álom avagy másszor aztán jobban megy (Indiai fiú – r.: Sardar Tagirovsky, Alternatív Színház)
Szentivánéj (Barna – r.: Czakó Máté, Y Csoport)
2016
Shakespeare királynője (Katona – r.: Galambos Péter, Csiky Gergely Színház)
Lúdas Matyi (Díszletliba – r.: Funtek Frigyes, Csiky Gergely Színház)
2015
Okuláré Projekt Vol.6 (Angyal – r.: Kelemen József, felolvásószínház, Csiky Gergely Színház)
2013
Varjak (Varjú – r.: Kaposi László, színházi nevelés, Soltis Lajos Színház)
János vitéz (János vitéz – r.: Tarján Veronika, Apró Színház)
A hold gyermekei (Csujacsaki – r.: Tarján Veronika, Apró Színház)
Trebla a bárány (Ördög – szerepátvétel –  r.: Vidovszky György, Apró Színház)
Mocsármese (Dindó – szerepátvétel – r.: Tarján Veronika, Apró Színház)
Arany Lille (Nikkala – szerepátvétel – r.: Tarján Veronika, Apró Színház)
Menedék/Asylium (Hjurkin – r.: Benkő Ágnes,mozgásszínházi előadás, Soltis Lajos Színház)
Holdbeli csónakos (Memnon – r.: Pataki András, Forrás Színház)
2012
Utazás a szempillám mögött (Pukkancs egér -r.: Ecsedi Erzsébet, Soltis Lajos Színház)
Don Quijote lázálmai (Srác – r.: Formanek Csaba, Radikális Szabadidőszínház)
2011
Tigris és hiéna (Sülülülü – r.: Katona Imre, Soltis Lajos Színház)
Csalóka Péter (Kocsmáros – szerepátvétel – r.: Ecsedi Erzsébet, Soltis Lajos Színház)
A kerekerdő négyszögesítése (Mikkamakka – r.: Benkő Péter Pál, Soltis Lajos Színház)
Az igazak (Alekszej Vojnov – r.: Katona Imre, Soltis Lajos Színház)
Fehérlófia (Sárkány – r.: Somogyi István, Soltis Lajos Színház)
2010
A végzetes szerelem játéka (Zerbina – r.: Katona Imre, Soltis Lajos Színház)
A pástétom és a torta (Vagány – r.: Benkő Péter Pál, Soltis Lajos Színház)
Rózsa és Ibolya (Pipacs – r.: Nagy Gábor, Soltis Lajos Színház)
2009
Álomevők (Fiú – r.: Deák Varga Rita, mozgásszínházi előadás, Soltis Lajos Színház)
A dzsungel könyve (Maugli – r.: Ecsedi Erztsébet, Soltis Lajos Színház)
Botrány az állatkertben (Hörcsög koma – szerepátvétel -r.: Ecsedi Erzsébet, Soltis Lajos Színház)
A lónak vélt menyasszony (Gergely deák – r.: Ecsedi Erzsébet, Soltis Lajos Színház)
Varázshegedű (Néző – r.: Benkő Péter Pál, Soltis Lajos Színház)
2008
Csongor és Tünde (Duzzog -szerepátvétel – r.: Somogyi István, Soltis Lajos Színház)
Mandragóra (Leonardo – r.: Solténszky Tibor, Soltis Lajos Színház)
Lüszisztráté (Lükón – r.: Benkő Péter Pál, Soltis Lajos Színház)
Csizmás kandúr cimborái (Csizmás Kandúr – szerepátvétel – r.: Ecsedi Erzsébet, Soltis Lajos Színház)
Gyalogcsillag (Létra,Vaskó,Fecskefiú – r.: Ecsedi Erzsébet, Soltis Lajos Színház)
2007
Kiss Mukk kalandjai (Kiss Mukk – szerepátvétel – r.: Ecsedi Erzsébet, Soltis Lajos Színház)
Ágacska (Pösze Egér – szerepátvétel – r.: Ecsedi Erzsébet, Soltis Lajos Színház)
Körtánc (Férj – r.: Benkő Péter Pál, Soltis Lajos Színház)
2006
Az országalma (Főjegyző – r.: Szabó Attila, Soltis Lajos Színház)
Az arany virágcserép (Heerbrand, Macska – r.: Nagy Péter István, Soltis Lajos Színház)
2005
Székely betlehemes (Pásztor – r.: Katona Imre, Soltis Lajos Színház)
Vásári komédiák (Gyerek – r.: Nagy Gábor, Soltis Lajos Színház)
János vitéz (Francia király – r.: Ecsedi Erzsébet, Soltis Lajos Színház)
2004
Az egér farkincája (Csontirontó – r.: Ecsedi Erzsébet, Soltis Lajos Színház)

## Filmek, sorozatok
- Gólkirályság (2024)
- A renitens (2024)
- Magasmentés (2023)
- Hazatalálsz (2023)
- Brigi és Brúnó (2022)
- Kék Róka (2021)
- Mintaapák (2021)
- Drága örökösök (4.évad, 2020)
- Game Over Club (rendezte: Géczy Dávid, 2018-ban forgatott, de bemutatásra nem került film)
- Mesevilág (rendezte: Kriskó László, 2019)
- Életem sorozatként (rendezte: Barkovics Alex, 2018)